# Thesszaloniké makedón hercegnő
Thesszaloniké (Θεσσαλονίκη; i. e. 352 vagy 345 – i. e. 295) makedón hercegnő. II. Philipposz makedón király lánya thesszáliai feleségétől vagy ágyasától, a Pheraiból származó Nikészipolisztól; III. Alexandrosz (Nagy Sándor) féltestvére, Kasszandrosz felesége.

## Élete
Thesszaloniké i. e. 352 vagy 345 körül született, aznap, amikor a makedón seregek és a Thesszáliai Szövetség együttes erővel hatalmas győzelmet arattak Thesszáliában a phókaiaiak fölött; apja ezért adta neki a Thesszaloniké, azaz „győzelem Thesszáliában” nevet. Anyja nem sokkal az ő születése után meghalt, ezért Thesszalonikét valószínűleg mostohaanyja, Olimpiász nevelte fel, aki közeli barátja volt Nikészipolisznak. Thesszaloniké messze a legfiatalabb gyermek volt, akit Olimpiász felnevelt, és valószínűleg igen ritkán találkozott féltestvérével, Alexandrosszal, akit húga születésekor már Arisztotelész nevelt, és Thesszaloniké hat- vagy hétéves korában indult hadjáratára a perzsák ellen. A hercegnő csak huszonegy éves volt Alexandrosz halálakor.
Thesszaloniké gyermekkorát a királyné mellett töltötte, és mikor Olimpiász i. e. 317-ben visszatért Makedóniába, ő is vele tartott. I. e. 315-ben a királyi család többi tagjával együtt ő is a püdnai erődben keresett menedéket a közeledő Kasszandrosz elől. Püdna eleste és mostohaanyja kivégzése után Thesszaloniké Kasszandrosz fogságába esett, aki kihasználta a lehetőséget, hogy családi kötelék fűzheti az argoszi dinasztiához, és feleségül vette. Származásának megfelelően tisztelettel bánt vele, róla nevezte el Thesszaloniki városát, melyet az ősi Therma helyén alapított, és amely a görög Makedónia régió legnépesebb és legjelentősebb városává vált. Három fiuk született: Philipposz, Antipatrosz és Alexandrosz. Férje halála után Thesszaloniké egy ideig nagy befolyással bírt fiai életében. Philipposz nevű fia követte apját a trónon, de Thesszaloniké, annak ellenére, hogy Antipatrosz volt a soron következő trónörökös, azt akarta, hogy Philipposz Alexandrosszal ossza meg a trónt. Antipatrosz, aki féltékeny lett, amiért anyja az öccsének kedvez, i. e. 295-ben megölette anyját.

## Thesszaloniké legendája
Egy népszerű görög legenda szerint Thesszaloniké évszázadok óta sellőként él az Égei-tenger vizében. A legenda szerint Alexandrosz, mikor a halhatatlanság vizét kereste, nagy nehezen szert tett egy kevésre ebből a vízből, és megmosta benne húga haját. Mikor Alexandrosz meghalt, Thesszaloniké fájdalmában a tengerbe vetette magát, de nem halt meg, ehelyett sellővé vált és azóta dönt a hét tengert járó tengerészek sorsa felől. A vele találkozó tengerészeknek mindig ugyanazt a kérdést teszi fel: „Életben van Alexandrosz, a király?” (görögül: Ζει ο βασιλιάς Αλέξανδρος;) Erre a helyes válasz: „Él, uralkodik, és meghódítja a világot” (Ζει και βασιλεύει, και τον κόσμο κυριεύει!) Ha ezt a választ kapja, a sellő engedi, hogy a hajó és legénysége nyugodtabb vizekre evezzen, de bármely más válasz hallatán dühöngő Gorgóvá változik, és a tenger fenekére küldi a hajót, minden tengerészével egyetemben.

## Fordítás
- Ez a szócikk részben vagy egészben  a   Thessalonike of Macedon című angol Wikipédia-szócikk ezen változatának fordításán alapul.  Az eredeti cikk szerkesztőit annak laptörténete sorolja fel. Ez a jelzés csupán a megfogalmazás eredetét és a szerzői jogokat jelzi, nem szolgál a cikkben szereplő információk forrásmegjelöléseként.

## Külső hivatkozások
- Ancient Worlds - Thessalonike The Tragic Queen
- Lysimachos Biographies - Thessalonike
- The pedigree of Thessalonice of Macedonia
- Smith, William (ed.); Dictionary of Greek and Roman Biography and Mythology, "Thessalonice", Boston, (1867)